# Woman Suffrage Procession

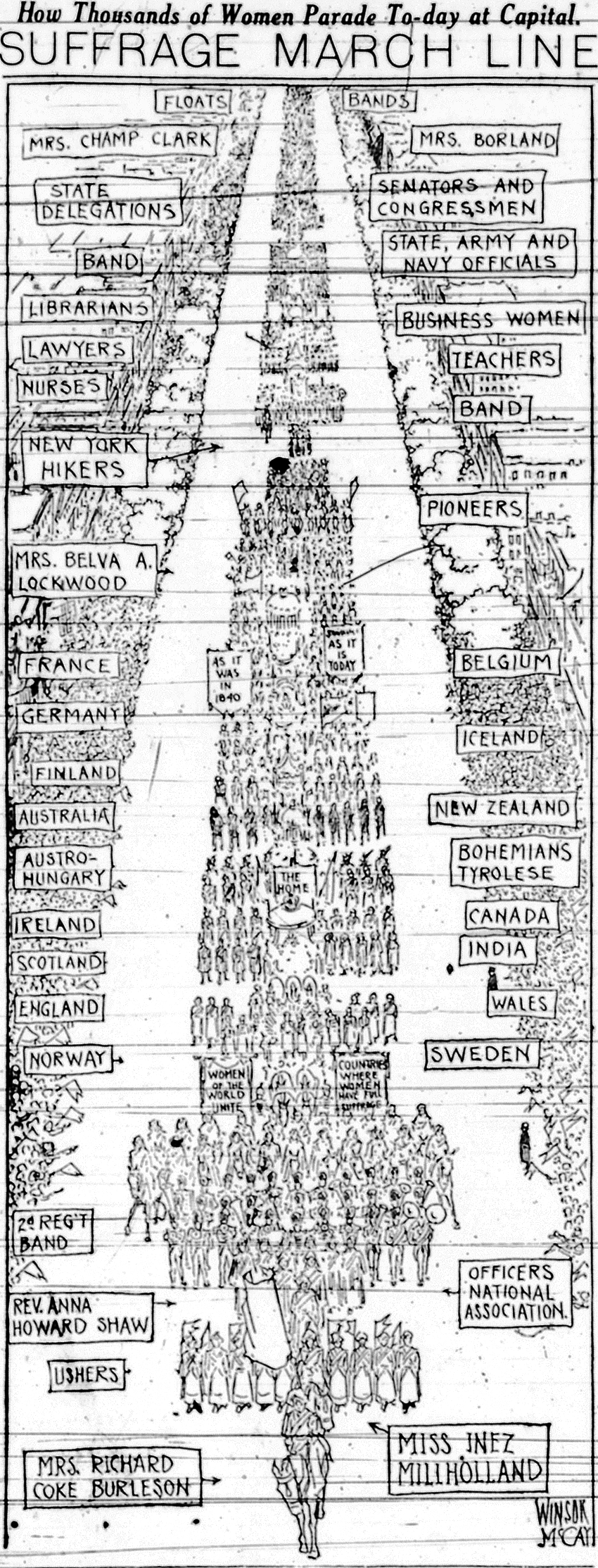
Die Aufstellung der Parade

Die „Woman Suffrage Parade of 1913“, offiziell Woman Suffrage Procession genannt, war eine große US-amerikanische Suffragetten–Parade in Washington, D.C. am 3. März 1913. Organisiert wurde sie von der Suffragette Alice Paul für die National American Woman Suffrage Association (NAWSA). Tausende von Frauenrechtlerinnen und Unterstützerinnen der Wahlrechtssache marschierten vom Kapitol über die Pennsylvania Avenue in Richtung Schatzamt, wo eine allegorische Darstellung mit einer Schlusskundgebung den Marsch beendete. Diese Parade war auf den Tag vor der ersten Inauguration (Amtseinführung) des Präsidenten Woodrow Wilson gelegt worden, um sie besonders öffentlichkeitswirksam zu machen. Die Publizität, die auch wegen der Zwischenfälle in ihrem Verlauf entstand, war wichtig für die Förderung des Frauenwahlrechts in den Vereinigten Staaten.

## Vorgeschichte

Alice Paul (1915)

### Erfahrungen in England
Alice Paul war zum Studium von 1907 bis 1910 in England gewesen und hatte sich unter dem Einfluss der englischen Suffragetten um Emmeline Pankhurst von einer zwar frauenpolitisch interessierten jungen Frau zu einer radikalen Kämpferin für das Frauenwahlrecht entwickelt. Sie trat in die englische Women’s Social and Political Union (WSPU) ein und traf in dieser Zeit auch die Amerikanerin Lucy Burns, mit der sie bald eng befreundet war und zusammenarbeitete.
Paul war mit großem Engagement bei den englischen Aktionen für das Frauenwahlrecht dabei, nahm an Protestaktionen vor dem Eingang des Parlaments teil und zerschlug nach eigener Aussage viele Fensterscheiben. Paul wurde mehrmals verhaftet und dreimal zu einer Gefängnisstrafe verurteilt. Wie viele inhaftierte Suffragetten protestierte auch sie mit Hungerstreiks gegen die Haft und musste die unangenehme Zwangsernährung selbst erdulden.

### Übernahme der Organisation

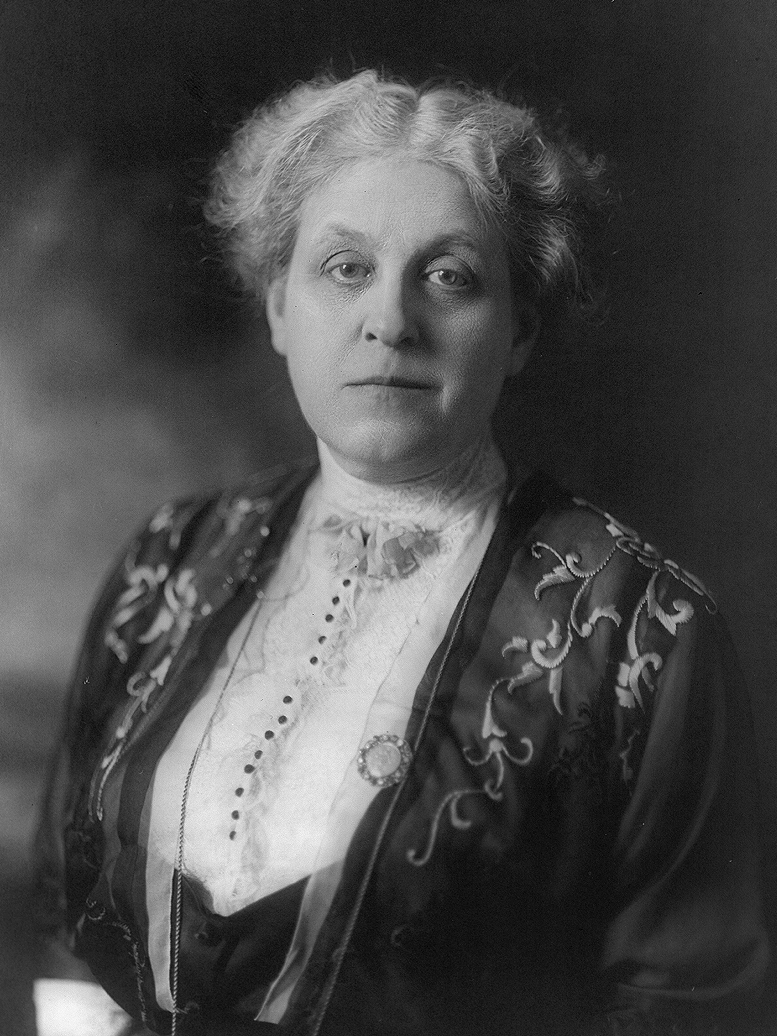
Carrie Chapman Catt (1914)

Nach ihrer Rückkehr 1910 in die USA war sie entschlossen, der amerikanischen Frauenwahlrechtsbewegung neuen Schwung zu verleihen und andere Methoden anzuwenden. Sie glaubte, dass eine streitbare Politik mehr Erfolg bringen und in absehbarer Zeit zu Ergebnissen führen würde. 1912 schloss sich Paul der NAWSA an und wurde zur Vorsitzenden des Kongresskomitees ernannt, das sich um ein nachrangiges auf spätere Zeit verschobenes Ziel auf Bundesebene kümmern sollte, einen Verfassungszusatz für das Frauenwahlrecht. Zu dieser Zeit war es das Hauptziel der NAWSA und ihrer Vorsitzenden Carrie Chapman Catt, nach und nach das Frauenwahlrecht in den einzelnen Bundesstaaten zu erlangen.
In Washington traf Paul die inzwischen auch in die USA zurückgekehrte Lucy Burns wieder. Nach mehreren ergebnislosen Treffen mit dem an ihrer Sache uninteressierten zukünftigen Präsidenten Woodrow Wilson organisierten Paul und Burns eine große Parade in Washington, die am 3. März 1913 stattfand – dem Tag vor der Amtseinführung Wilsons – und wegen der Zwischenfälle viel Publizität bekam.

## Verlauf der Parade

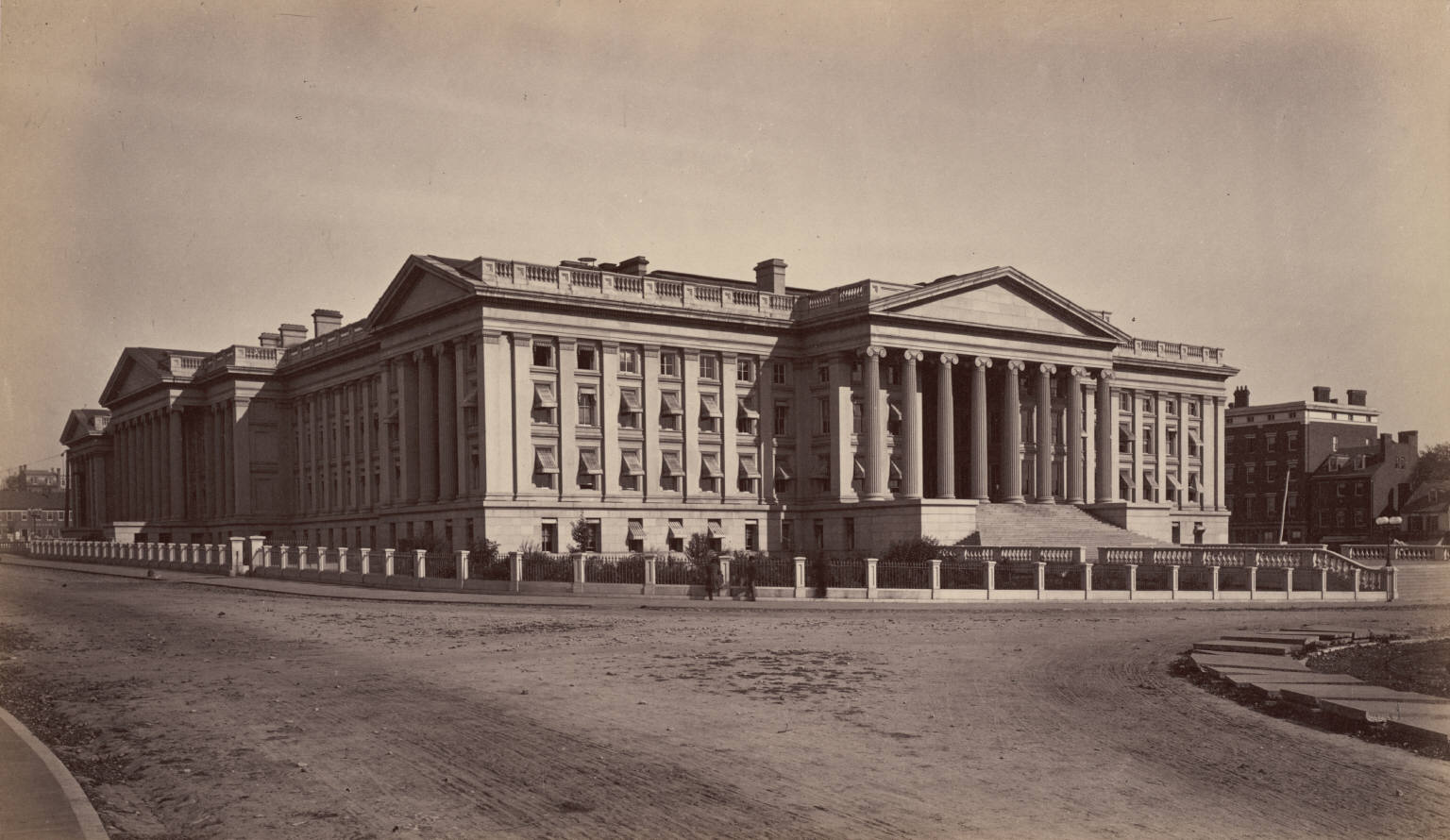
Das Treasury-Building um 1913

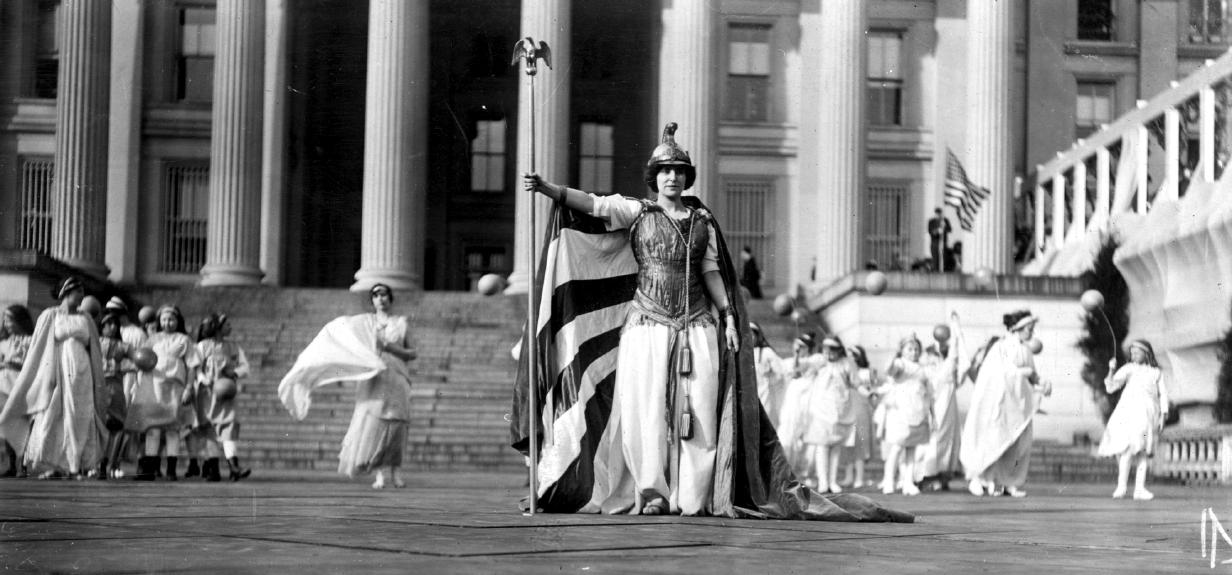
„Columbia“ erwartet die Parade am Treasury-Building

Auf einem weißen Pferd reitend führte Inez Milholland die Parade auf der Pennsylvania Avenue an – die Strecke ging vom Capitol zum „Treasury-Building“ (Gebäude des Schatzamts) neben dem Weißen Haus – hinter ihr eine lange bunte Menschenschlange mit neun Musikkapellen, vier Reiterabteilungen, drei Herolden, rund 24 Schauwägen und mehr als 5.000 Marschiererinnen. Die Parade wurde auf ihrem Weg erheblich behindert und gewaltsam gestört, aber schließlich gelangte sie an ihr Ziel.
Am Gebäude des Schatzamtes präsentierten 100 Frauen und Kinder eine eigens dafür vorbereitete allegorische Darstellung mit verschiedenen Szenen, um die Ideale zu zeigen, wofür Männer und Frauen durch viele Jahrhunderte gekämpft hätten und wofür sie weiterhin kämpfen würden. Es traten allegorische Figuren auf wie die in die Nationalfarben gehüllte Columbia, die Charity kam dazu, dann folgte die Liberty zum Triumphmarsch aus Aida und eine Friedenstaube wurde freigelassen. Im letzten Bild der Inszenierung stand Columbia, umgeben von den Symbolgestalten Gerechtigkeit, Karitas, Freiheit, Frieden und Hoffnung, im Trompetenschall da und empfing so die Parade.

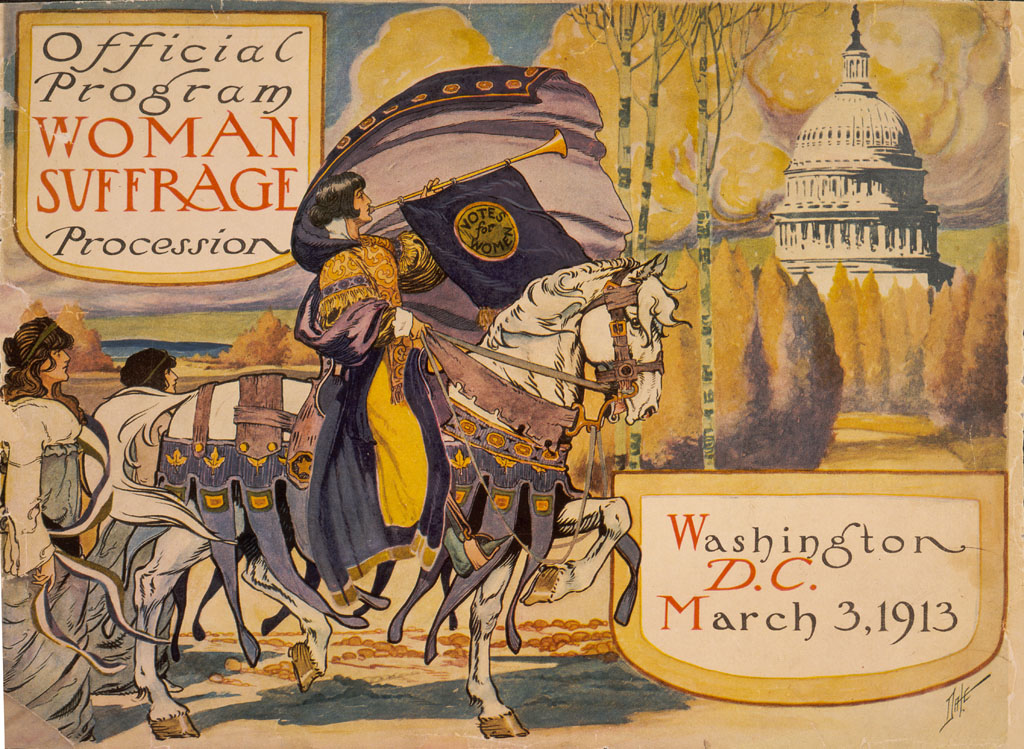
Offizielles Programm der Parade
Ein von Pferden gezogener Wagen
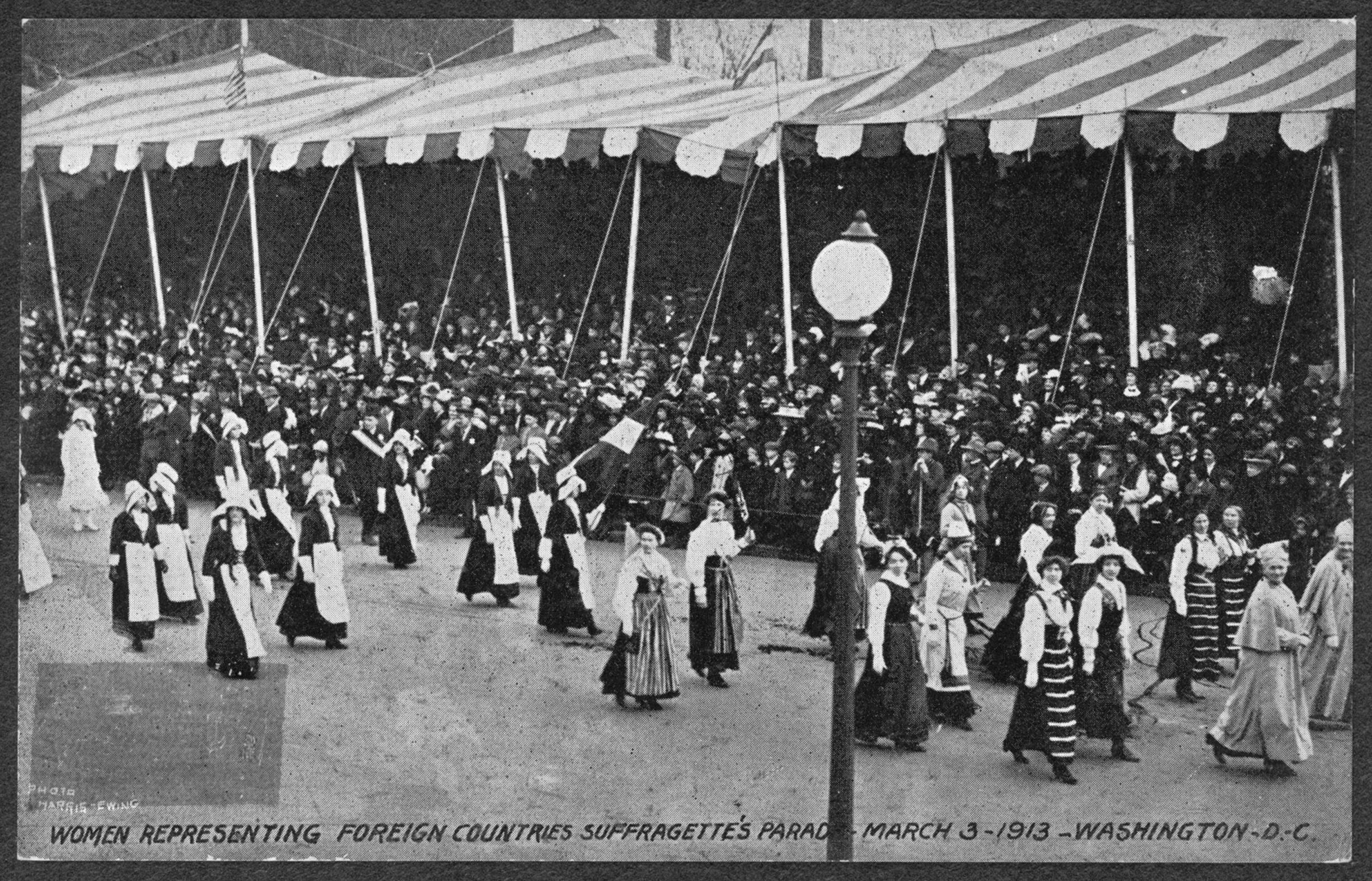
Frauen in ausländischen Trachten
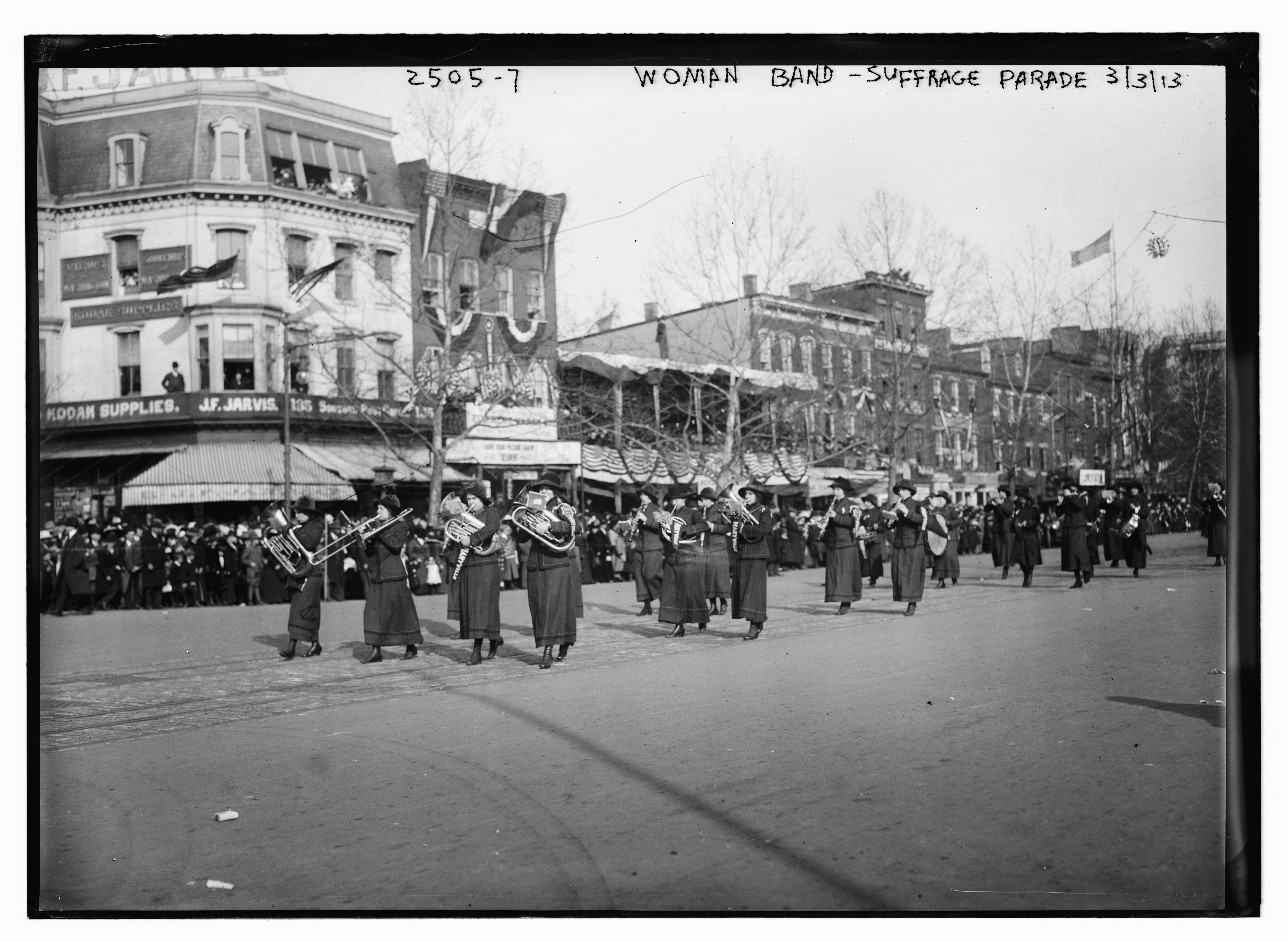
Eine Frauen-Kapelle
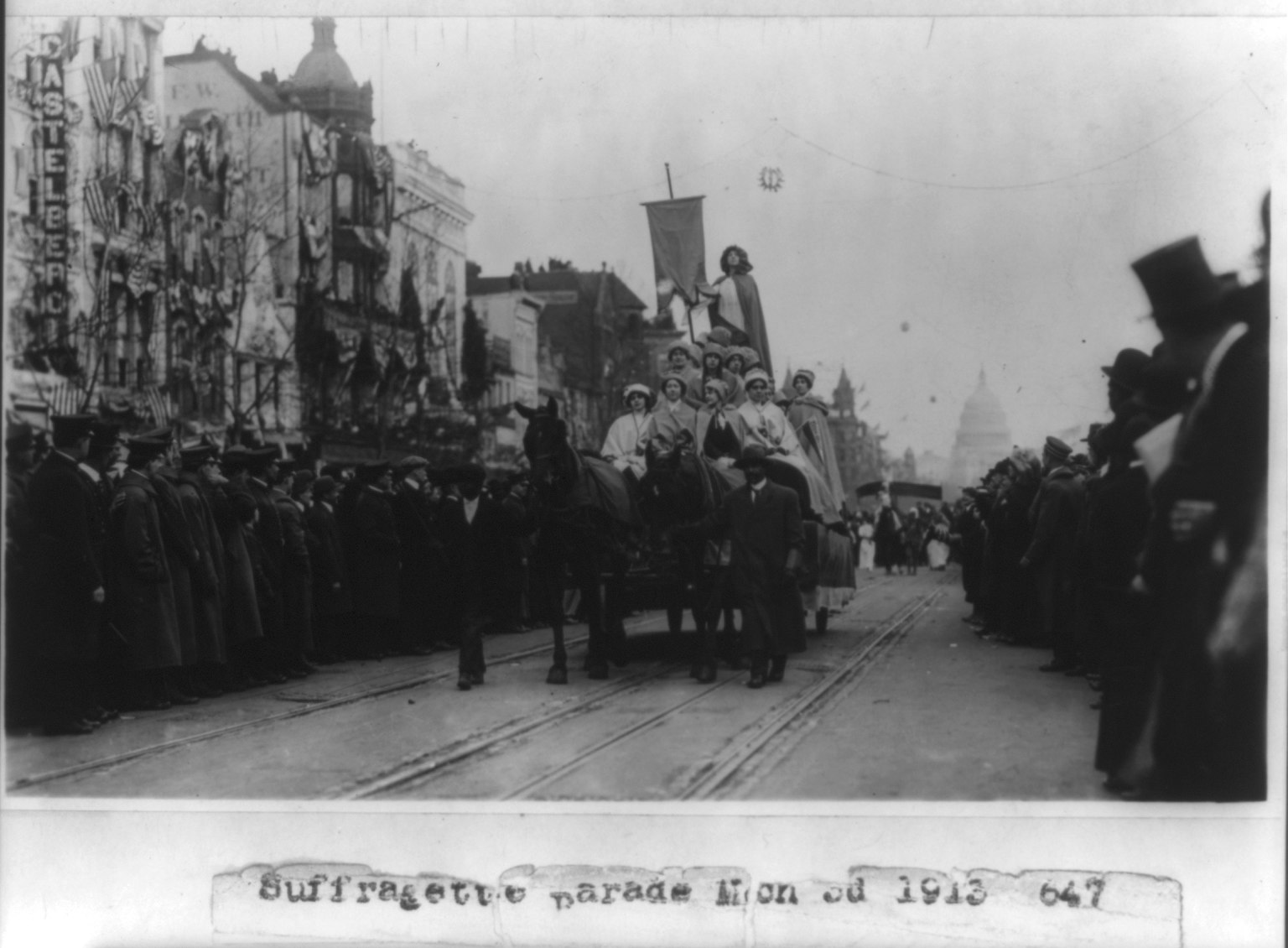
Frauen auf einem Wagen
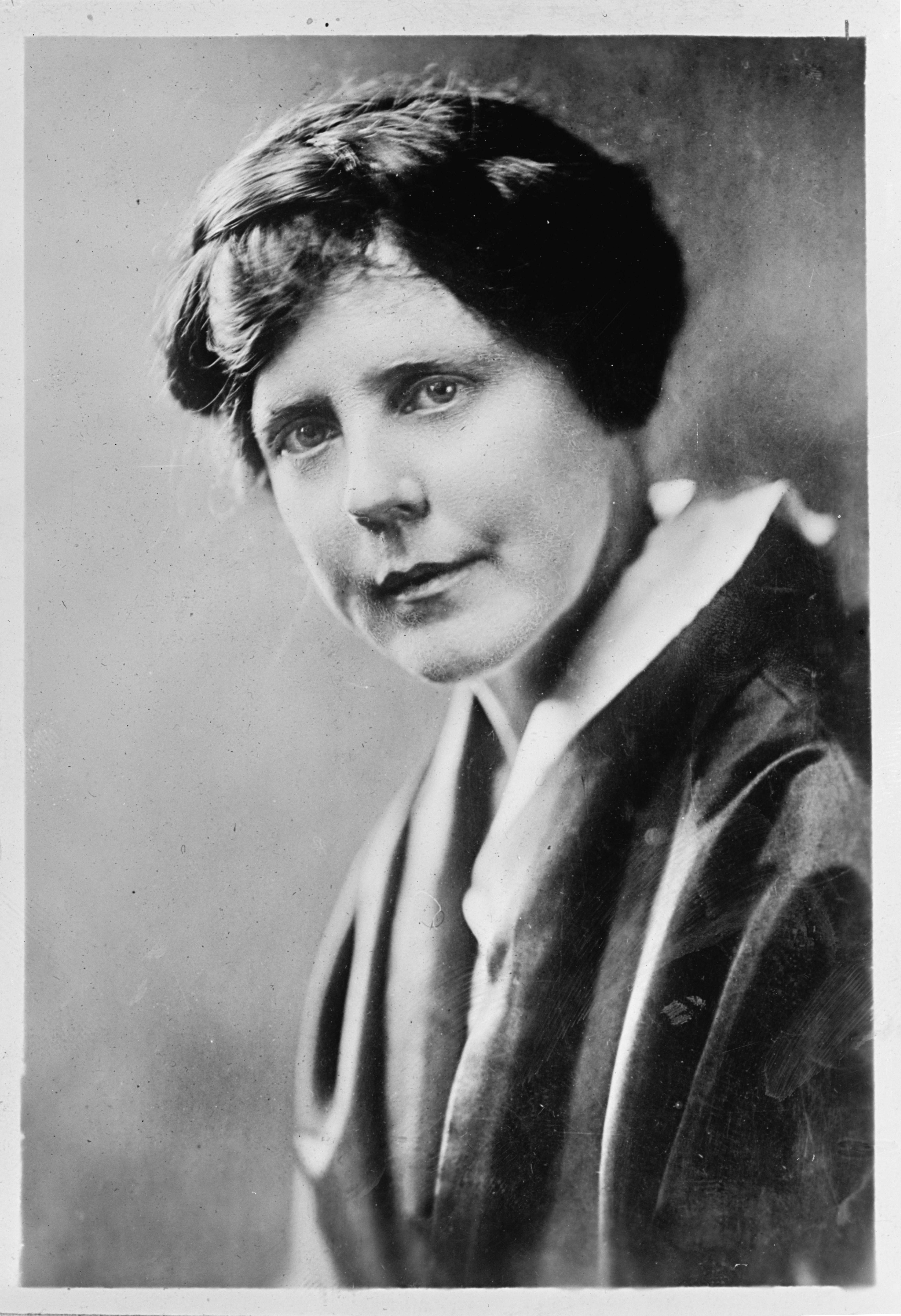
Lucy Burns (1917), aktiv beteiligt

## Ausschreitungen und Zwischenfälle

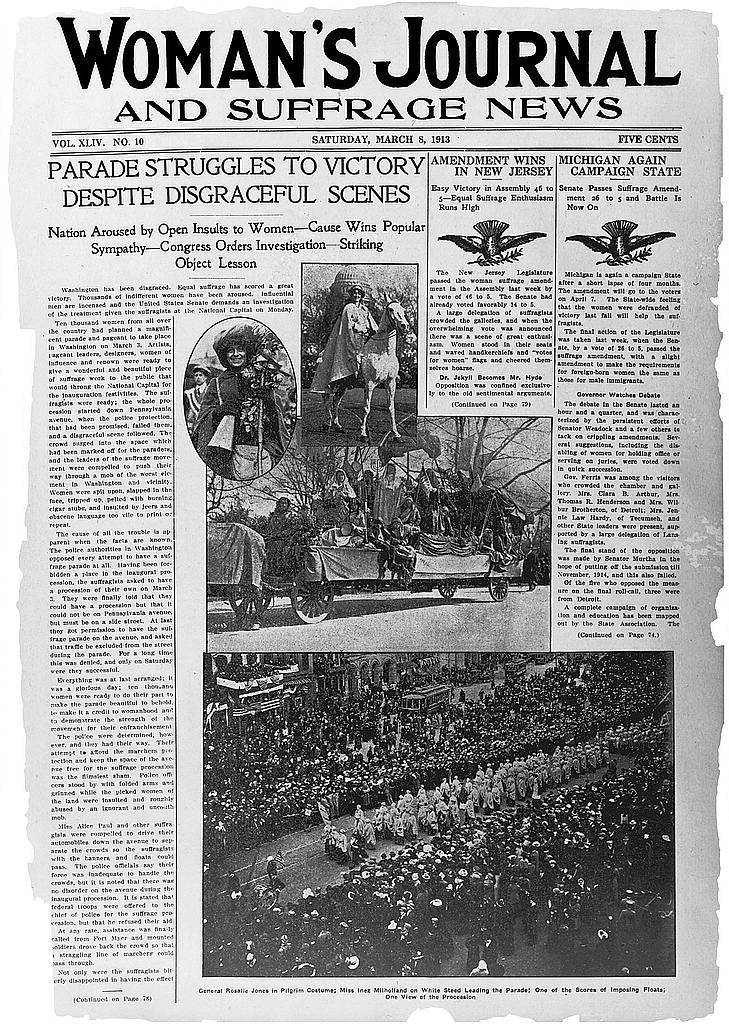
8. März 1913: Titelseite des Woman’s Journal mit der Berichterstattung über die Parade

Befürchtungen, dass die Parade nicht ohne Störungen ablaufen würde, bewahrheiteten sich. Nach störungsfreiem Beginn trafen die Marschiererinnen auf meist männliche Gruppen, die nicht vorher von der Polizei entfernt worden waren. Es gab Pöbeleien und Beschimpfungen und es kam zu Handgreiflichkeiten, bei denen eine ganze Reihe von Menschen verletzt wurden. Die Polizei schritt nicht energisch genug ein und hatte wohl zu wenig Kräfte bereitgestellt. Es wurde sogar Militär herbeigerufen und 200 Menschen mussten im Krankenhaus behandelt werden.
Die Zeitschrift Woman’s Journal vom 8. März 1913 machte mit der Überschrift auf: „Parade struggles to victory despite disgraceful scenes“ (deutsch: Parade erkämpft sich den Sieg trotz entwürdigender Szenen) und weist der Polizei eine große Mitschuld für die Ausschreitungen zu.
Ein Untersuchungsausschuss entließ einige Tage später den Superintendenten der Polizei. Diese Ereignisse und die Berichterstattung darüber bescherten den Suffragetten eine unerwartete große Aufmerksamkeit der Presse und der Öffentlichkeit.

## Problem der Beteiligung Farbiger

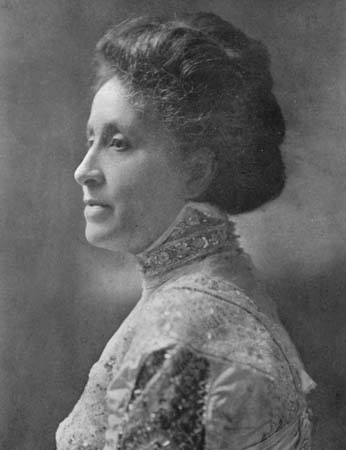
Mary Church Terrell (1919)

Es hatte zuvor einige Probleme wegen der Beteiligung farbiger Frauen gegeben. Mary Church Terrell beteiligte sich nämlich mit einer Gruppe aus der „National Association of Colored Women“. Obwohl einige NAWSA–Frauen aus dem Süden dagegen waren, dass diese Farbigen vermischt mit anderen marschieren durften, taten diese es dennoch und die farbigen Frauen marschierten ihrem Bundesstaat und ihrem Beruf gemäß in der Marschformation mit, ohne daran gehindert zu werden („the colored women marched according to their State and occupation without let or hindrance“). Ida B. Wells-Barnett war auch bei denjenigen dabei, die sich scharf gegen eine nach Rassen aufgeteilte Parade aussprachen; sie marschierte mit der Illinois–Delegation mit.

## Auswirkungen
Die Einbringung und Verabschiedung des 19. Amendments verzögerte sich noch einige Jahre wegen des Ersten Weltkriegs, an dem seit 1917 auch die USA teilnahmen.
Erst am 18. August 1920 wurde er zur Verfassung hinzugefügt. Ursprünglich war er schon im Jahr 1878 von Senator Aaron A. Sargent eingebracht worden, erst 41 Jahre später wurde er den Bundesstaaten zur Ratifizierung vorgelegt und ging knapp durch.

## Film
- Alice Paul – Der Weg ins Licht (englischer Filmtitel: „Iron Jawed Angels“) ist ein dokumentarischer Spielfilm der deutschen Regisseurin Katja von Garnier aus dem Jahr 2004. Er behandelt die Geschichte der US-amerikanischen Kämpferinnen für das Frauenwahlrecht und zwei ihrer Aktivistinnen, Alice Paul und Lucy Burns, in den Jahren 1912 bis 1920.